# Villabrágima
Villabrágima es un municipio y localidad española de la provincia de Valladolid, en la comunidad autónoma de Castilla y León. Cuenta con una población de 1048 habitantes (INE 2024).

## Toponimia
El topónimo deriva del bajo latín villa y árabe إبراهيم (Ibrāhīm) «Ibrahim».

## Geografía
Se encuentra situada en la comarca de Tierra de Campos, en las estribaciones de los Montes Torozos, a 9 km de Medina de Rioseco y 49 km de la capital Valladolid. En su término se encuentra la pedanía de Villaesper. Por su núcleo urbano pasa el río Sequillo, y dispone de aguas de riego del Canal de Castilla.

## Historia

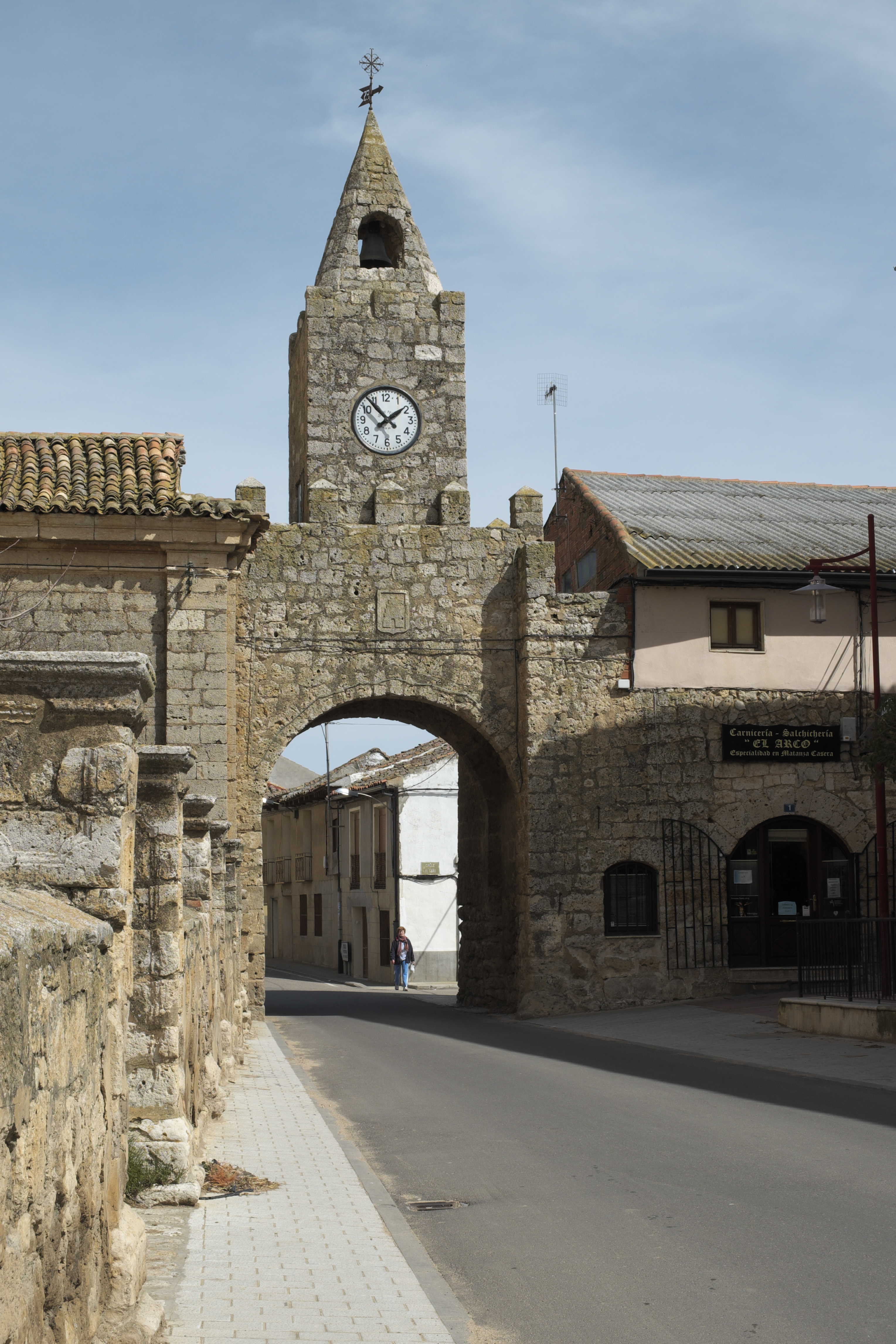
Puerta de entrada a la plaza de Villabrágima. Forma parte de los restos de la muralla de Villabrágima.

En la tradición se habla de que en las inmediaciones de Villabrágima existía una "Villa Máxima" de época romana. Lo que puede darse por cierto es que, entre los siglos I y III después de Cristo, existió un asentamiento romano en esta localización, aunque su topónimo se desconoce.
No fue este el único de los enclaves romanos creados cerca de los márgenes del río Sequillo, pues hasta otros 10 pueblos actuales de la provincia de Valladolid, próximos a dicho afluente, tendrían su origen en esta época. Entre  ellos, Medina de Rioseco. 
Restos arqueológicos constatan la presencia de un asentamiento hispanorromano en tierras villabragimenses en época tardorromana (siglos IV y V) y muy probablemente hasta el final de la época visigoda (comienzos s. VIII). Sin embargo, no existe la suficiente certeza como para afirmar que los invasores visigodos llegaran a residir aquí. La distribución de asentamientos visigodos en la provincia de Valladolid parece indicar que el río Pisuerga debió marcar el límite norte de su penetración. Por tanto, la población aquí seguiría siendo de origen hispanorromano.   
Tras la invasión musulmana de la península en el 711, tropas bereberes y norteafricanas ocuparían el área de la Cuenca del Duero, pues en el reparto de bienes y tierras después de la conquista, les fue otorgada la parte más septentrional de la península, al tiempo que los árabes se quedaban con los territorios más fértiles situados al sur.
Las divisiones entre árabes y bereberes en el Norte de África saltaron a la península ibérica y en el 741 estallaría la guerra civil. Según relatan las crónicas árabes, grandes contingentes de bereberes abandonaron Galicia, la meseta superior y las sierras centrales para dirigirse hacia el sur de España para luego cruzar al norte de África. Esto comenzó a provocar una gran despoblación del área, que se prolongaría desde finales del siglo IX a comienzos del siglo XI, tras la llegada de los colonos mozárabes (cristianos hispanorromanos habitantes de los territorios musulmanes). 
No existe unanimidad en cuanto al grado de despoblamiento de la zona, pero otras circunstancias debieron agravar la misma. Entre ellas, la sequía del año 750, que se prolongó durante cinco años, afectando sobre todo a la mitad norte de la península ibérica y también las campañas del rey astur Alfonso I (739-757) que incursionaba estos y otros territorios de la Meseta norte "matando a todos los árabes que ocupaban las ciudades, llevándose consigo a Asturias a los cristianos".
Es indudable el origen árabe o bereber del topónimo Villabrágima (Villa de Ibrahim), pero no es posible saber en qué momento fue adoptado este nombre. Se han planteado tres hipótesis: 
- Que se originara durante los años de conquista o dominación musulmana por los propios colonos invasores.
- Que ocurriera ya bajo dominio cristiano merced a las conquistas de Alfonso III (Rey de Asturias entre 866 y 910), cuando comienzan a acudir gentes mozárabes a poblar las tierras recién recuperadas en el último cuarto del s. IX. Estos mozárabes estaban fuertemente arabizados, sus nombres eran arábicos y por todo ello usaban topónimos árabes para bautizar o renombrar los asentamientos que colonizaban.
- Y por último, que tuviera lugar en la primera mitad del siglo XI tras el desastre demográfico provocado por las campañas de Almanzor. En ese momento, los nuevos pobladores mozárabes, que procedían de la zona norteña del reino, dejaron impronta de su origen poniendo a los nuevos núcleos de población el mismo nombre del lugar de donde provenían.

En las inmediaciones de Villabrágima tuvo lugar, en marzo de 1160, la batalla de Lobregal,  entre las fuerzas de la Casa de Lara y sus aliados, comandadas por Nuño Pérez de Lara, y las de la Casa de Castro, capitaneadas por Fernando Rodríguez de Castro el Castellano. El enfrentamiento tuvo su origen en las disputas nobiliarias producidas durante la minoría de edad de Alfonso VIII de Castilla. La batalla se saldó con la completa derrota del bando de la Casa de Lara, contándose entre los fallecidos el conde Osorio Martínez.
En el siglo XIV se reunieron en esta villa los Infantes de Aragón para organizar la guerra contra el rey Pedro I en la primera guerra civil castellana.
En su historia tiene especial relevancia su participación en la Guerra de las Comunidades de Castilla por el célebre razonamiento de Villabrágima del Padre Fray Antonio de Guevara, determinante en la resolución del conflicto. En 1520 Pedro Girón asentó en la villa el campamento comunero.
A finales del siglo XVI, en 1599, se extendió por toda la comarca una gran epidemia de peste de la que Villabrágima salió indemne.

## Geografía humana

### Demografía
Cuenta con una población de 1048 habitantes (INE 2024).
| Gráfica de evolución demográfica de Villabrágima entre 1842 y 2021 |
| |
| Población de derecho según los censos de población del INE Población de hecho según los censos de población del INEEntre el censo de 1981 y el anterior, crece el término del municipio porque incorpora a 47202 (Villaesper) |

| 1249                      | 1234 | 1221 | 1223 | 1203 | 1174 | 1162 | 1173 | 1173 | 1159 | 1091 | 1060 | 1054 | 1040 | 1033 | 1047 |
| (Fuente: INE [Consultar]) |      |      |      |      |      |      |      |      |      |      |      |      |      |      |      |

NOTA: La cifra de 1996 está referida a 1 de mayo y el resto a 1 de enero.

### Economía
Su actividad económica se basa fundamentalmente en la agricultura y la ganadería.

## Administración y política
| Periodo   | Nombre                     | Partido |
| --------- | -------------------------- | ------- |
| 1979-1983 | Luis María Villa del Amo   | U C D   |
| 1987-1991 | Mª Adoración Rodríguez     | PSOE    |
| 1991-1995 | Mª Ángeles Gil             | PSOE    |
| 1995-1999 | Mª Ángeles Gil             | PSOE    |
| 1999-2003 | Mª Ángeles Gil             | PSOE    |
| 2003-2007 | Mª Rosario Hernández López | PP      |
| 2007-2011 | Víctor José Arce García    | PSOE    |
| 2011-2015 | Víctor José Arce García    | PSOE    |
| 2015-2019 | Noelia García González     | PP      |
| 2019-2023 | Noelia García González     | PP      |

## Cultura

### Patrimonio

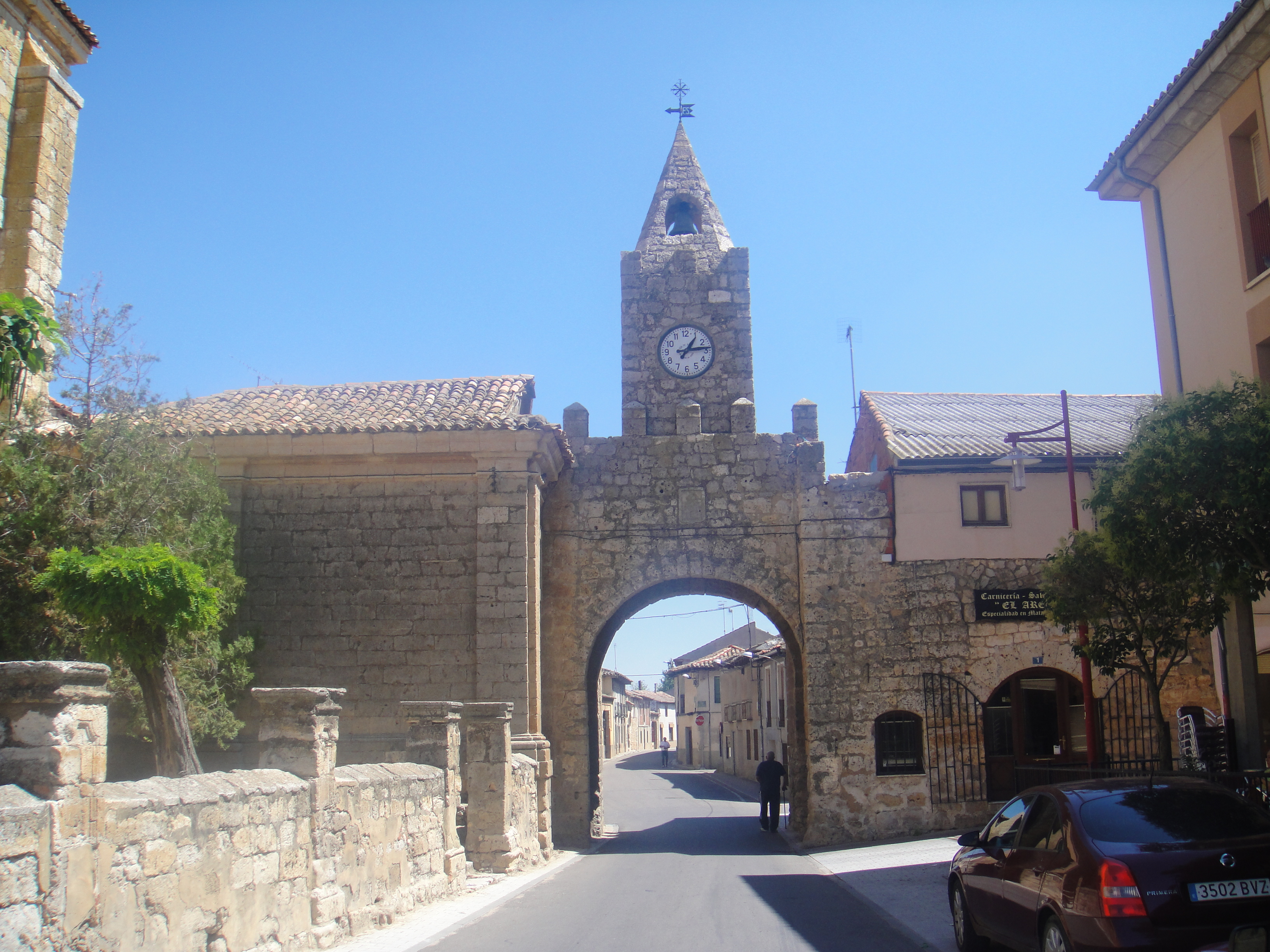
Muralla de Villabrágima

#### Muralla
Conserva restos de la muralla, como la Puerta del Reloj. La construcción inicial es del siglo XIII.

#### Iglesia parroquial de Santa María

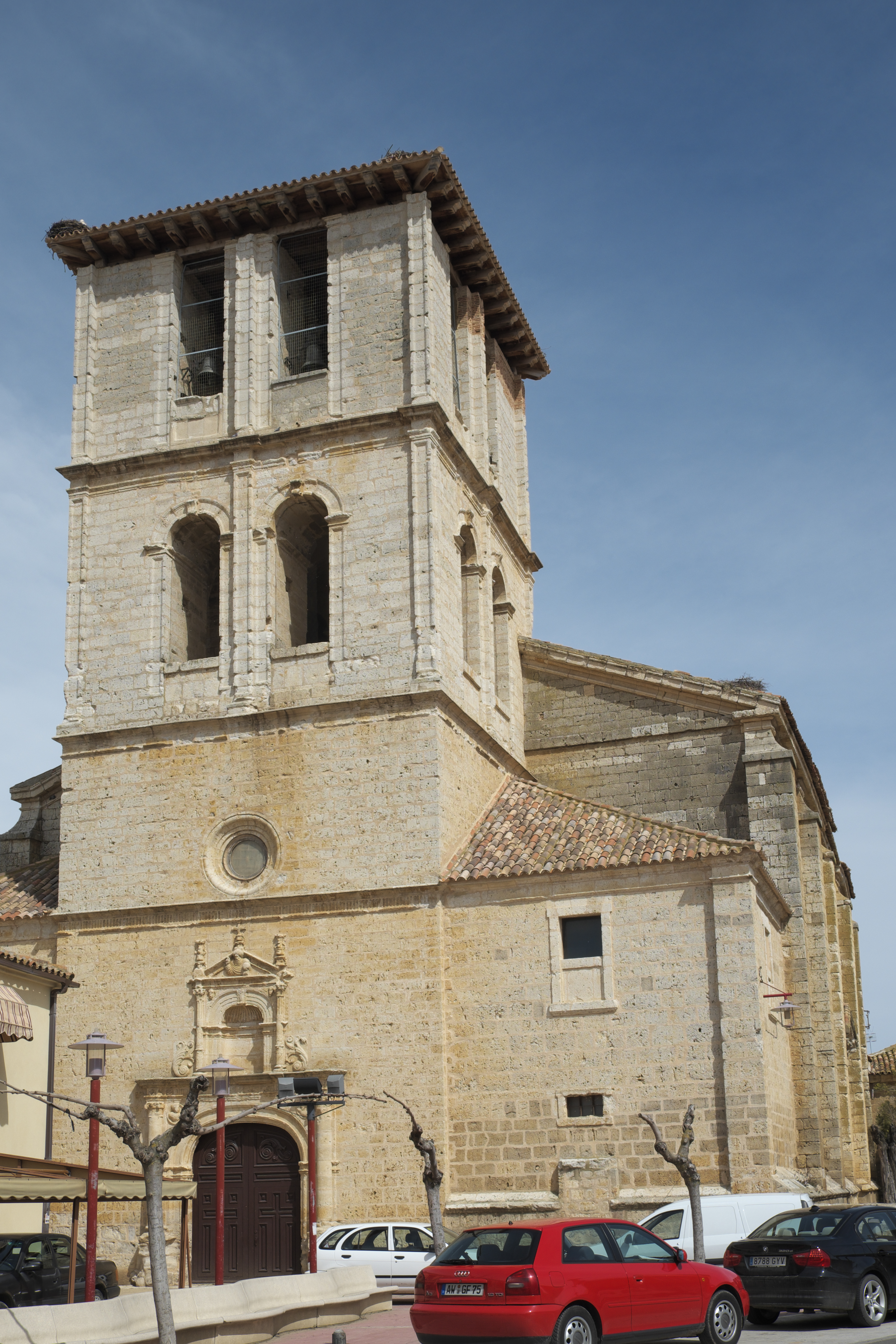
Iglesia parroquial de Santa María: construida durante los siglos XVI a XVIII

Construida durante los siglos XVI a XVIII, de grandes dimensiones. En 1574 el maestro cantero cántabro Juan de Nates interviene en su cimentación. Portada plateresca a los pies sobre la que se levanta una torre que quedó inconclusa. Planta de salón con 3 naves neoclásicas. En el lado norte se abre la capilla del conde de Rivadavia, con bóvedas renacentistas, cerrada por una buena reja plateresca. En el interior de la iglesia se guarda una imagen de la Inmaculada, copia de otra original de Gregorio Fernández, así como un monumental Ecce Homo de madera, del siglo XVII.
En el exterior se abre un arco en las dependencias del templo por debajo del cual pasa la carretera.

#### Iglesia de San Ginés

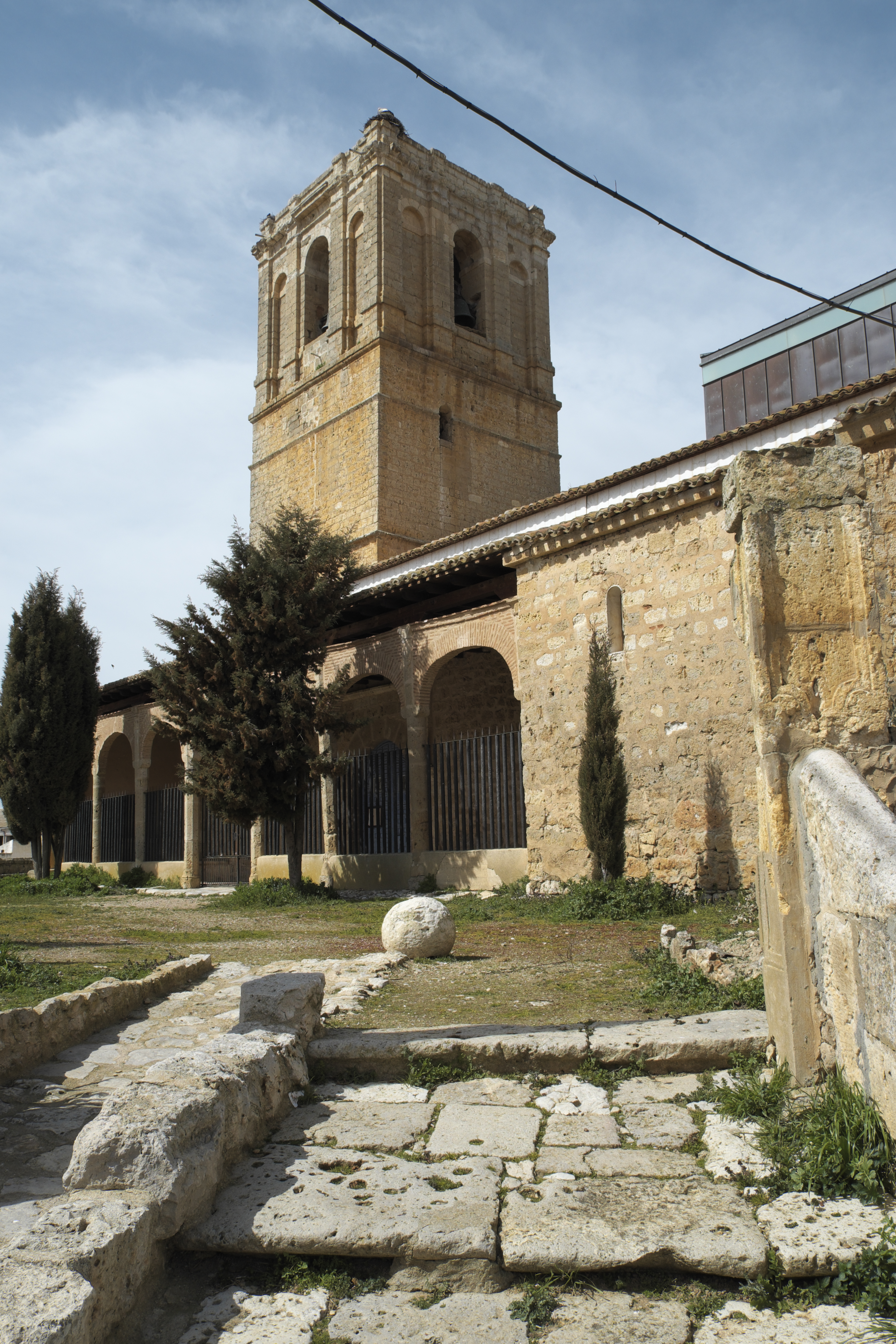
Iglesia de San Ginés: del siglo XVI

Del siglo XVI, tiene una gran bóveda ovalada sobre el crucero, decorada con yeserías. El retablo de la capilla mayor es una importante obra plateresca realizada por dos grandes maestros: Francisco Giralte a quien se le atribuye La Oración del Huerto y el Calvario; el otro maestro es desconocido y es el autor de la mayoría de los relieves. Hay una pila bautismal gótica acompañada de un bonito relieve renacentista hecho en alabastro. Se realizó una rehabilitación integral de la iglesia, dirigida por los arquitectos Javier López de Uribe y Fernando Zaparaín, que obtuvo Diploma de la International Academy of Architecture en la Trienal Mundial de Arquitectura celebrada en Sofía, Bulgaria (Interarch 2000).

### Fiestas
- Del 30 de abril al 5 de mayo: fiestas de La Santa Cruz. Hay que destacar de las fiestas de la localidad, la tradicional subida del mayo a las doce de la noche del día 30 de abril, acontecimiento que sirve como punto de arranque al comienzo de las fiestas. En los siguientes días no pueden faltar la suelta de vaquillas en la plaza de toros y por las calles del pueblo, las carreras de cintas y los bailes que marcan el final y el inicio de un nuevo día de fiesta.
- Primer domingo de octubre: Ntra. Sra. del Rosario, patrona de la localidad. Tradicional puede considerarse ya el encierro por el campo que se celebra en honor a la patrona, así como la tradicional misa castellana y posterior procesión por la tarde, que traslada de iglesia a la Virgen.

## Mapas

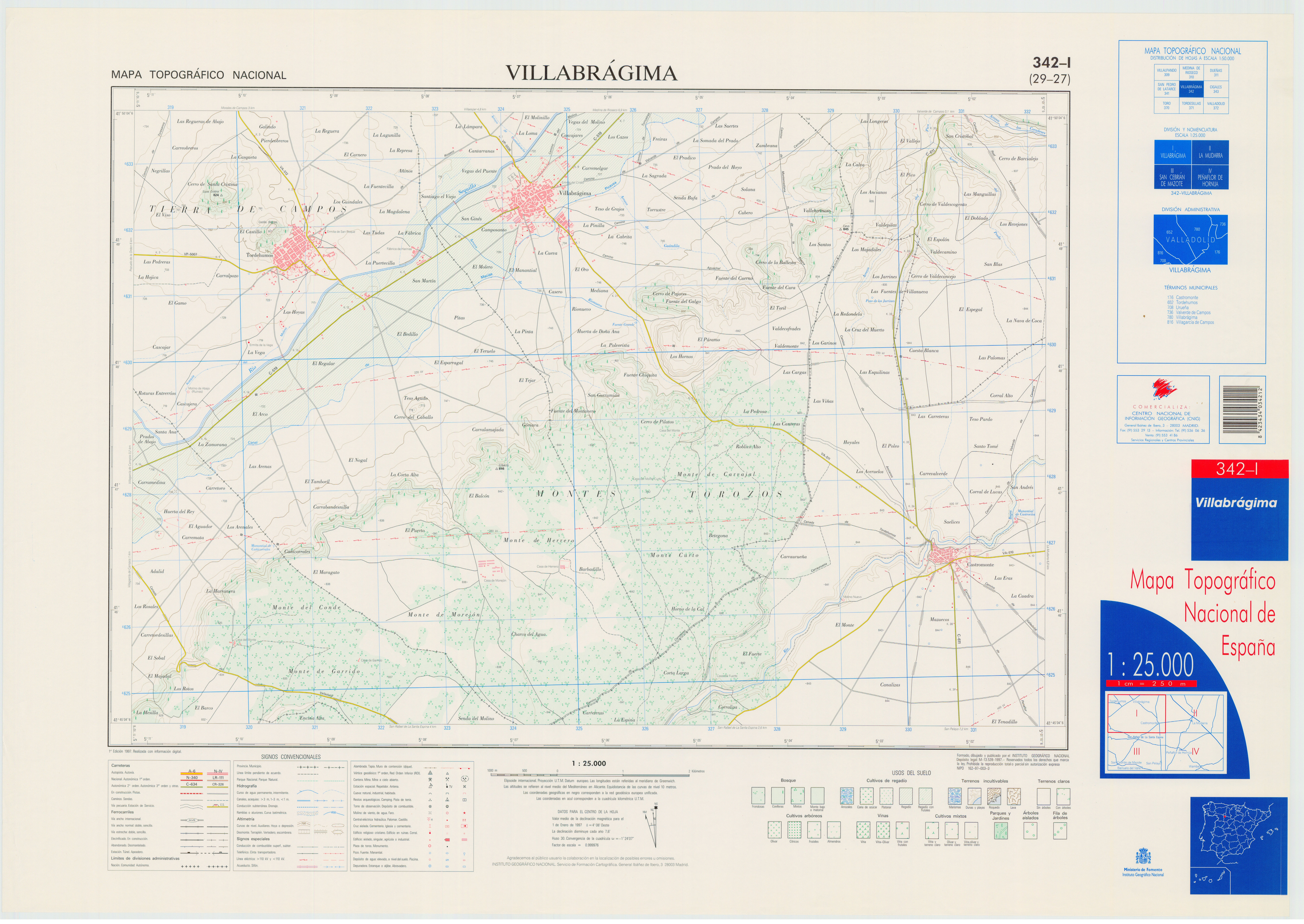
Mapa Topográfico del año 1997
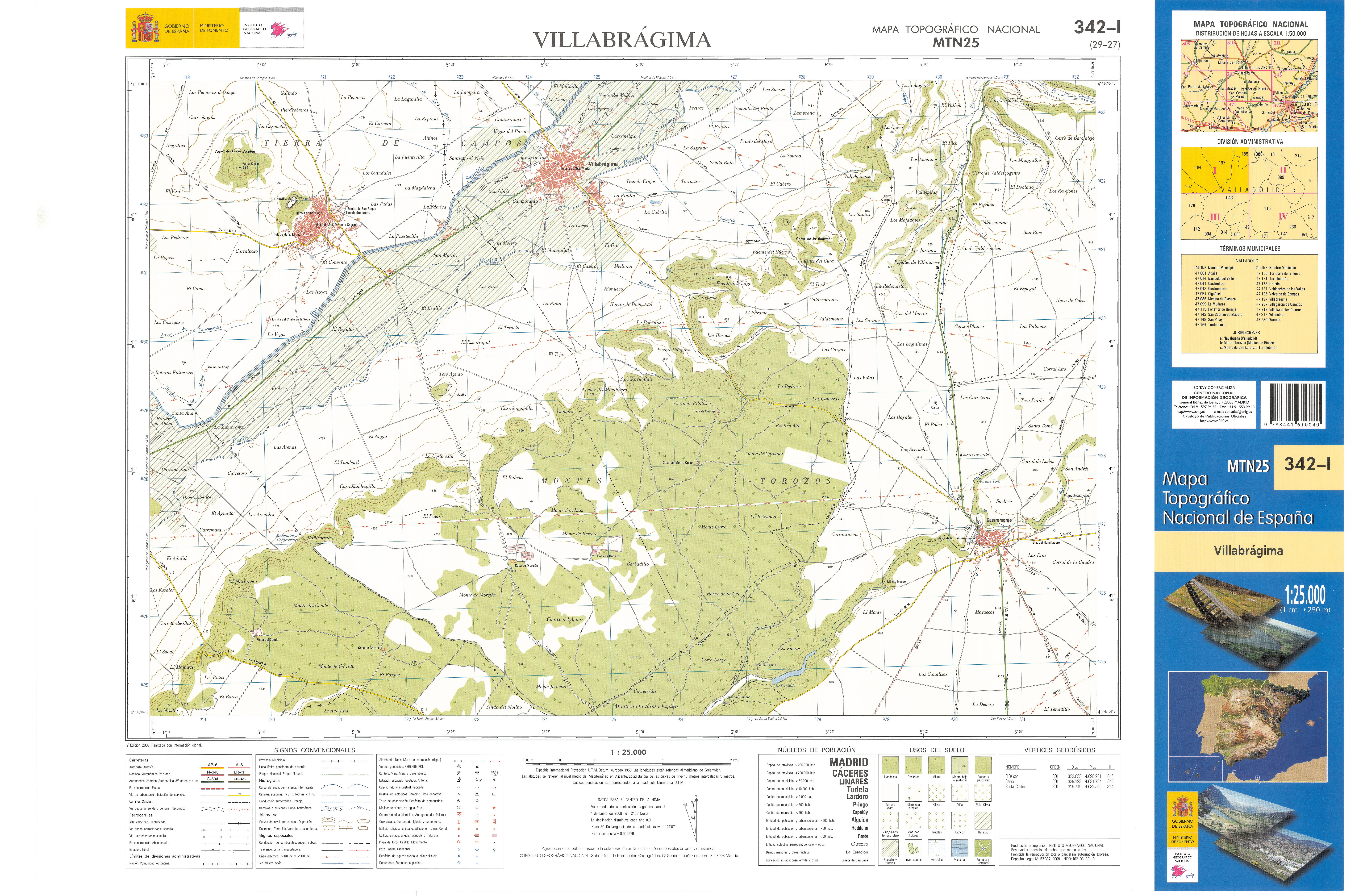
Mapa Topográfico del año 2008